# Aquele Beijo (trilha sonora)

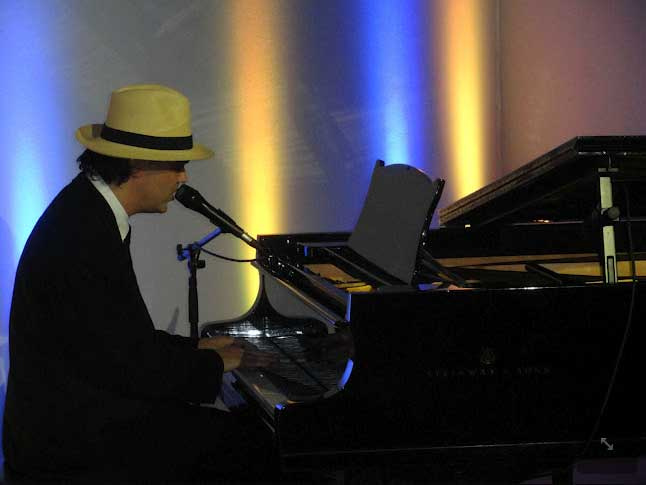
O músico Daniel Jobim, cujo pai é o cantor da música "Garota de Ipanema", regravou a canção, que é o tema de abertura de Aquele Beijo.

A seguir apresentam-se os lançamentos discográficos de Aquele Beijo, uma telenovela brasileira de autoria de Miguel Falabela produzida pela rede de televisão Rede Globo e exibida no horário das 19 horas entre 17 de outubro de 2011 e 13 de abril de 2012, substituindo Morde & Assopra e sendo sucedida por Cheias de Charme ao fim de 155 capítulos. O elenco principal da telenovela é composto por vários atores e atrizes. Dentre estes, destacam-se Giovanna Antonelli, Ricardo Pereira, Grazi Massafera, Victor Pecoraro, Herson Capri, Sheron Menezzes, Nívea Maria, Diogo Vilela, Bia Nunnes, Stella Miranda, Fiuk, Maria Maya, Fernanda Souza, Elisa Lucinda, Bruna Marquezine, Bruno Garcia͵ Cláudia Jimenez e Marília Pêra
Durante a sua exibição original, foram lançadas a trilha sonora nacional e internacional, pela gravadora Som Livre. A nacional contém músicas cantadas em língua portuguesa e por cantores do Brasil, e a internacional, que foi lançada a 10 dias do final da novela (03 de abril de 2012) contém músicas cantadas em língua castelhana, inglesa, italiana e por cantores nacionais e internacionais.

## Nacional
O disco com as canções em português foi lançado nos fins de 2011 sob o formato Compact Disc (CD). Apresenta a imagem da atriz principal, Giovanna Antonelli, na capa.
O diretor da telenovela, Roberto Talma, foi o responsável pela seleção da canção "Garota de Ipanema", regravação da música de Tom Jobim cantada por Xuxa e Daniel Jobim para ser a música de abertura de Aquele Beijo. Duas canções que compõem a trilha sonora da telenovela são cantadas por Fiuk e Raoni Carneiro, que estão no elenco da telenovela. Fiuk canta "Quero Toda Noite", tema do personagem de Raoni Carneiro, Sebastião. Carneiro, com a banda Trupe, canta a música "Amor Perfeito", regravação da música de Roberto Carlos, tema dos personagens de Fiuk e Bruna Marquezine, Agenor e Belezinha, respectivamente. O namorado de Fernanda Souza, Thiaguinho - do grupo Exaltasamba -, canta a canção tema de Camila, personagem interpretada por Souza, e Ricardo, personagem de Frederico Reuter, a canção "Mamão com Mel", escrita por Gonzaguinha e sendo a primeira canção de Thiaguinho em uma trilha sonora de telenovela.
| Versão padrão  |                                                 |                                                                  |                             |         |  |
| N.º            | Título                                          | Compositor(es)                                                   | Personagem(ns)              | Duração |  |
| 1.             | "Apaixocólico Anônimo" (Erasmo Carlos)          | Erasmo Carlos                                                    | Rubinho e Cláudia           | 3:35    |  |
| 2.             | "Exato Momento" (Zé Ricardo)                    |                                                                  | Cláudia e Vicente           | 4:12    |  |
| 3.             | "Felicidade" (Marcelo Jeneci e Laura Lavieri)   | Marcelo Jeneci e Chico César                                     | Lar da Mão Aberta           | 4:12    |  |
| 4.             | "Não" (Patrícia Mellodi)                        |                                                                  | Lucena e Vicente            | 3:52    |  |
| 5.             | "Flashback" (Dalto)                             | Dalto e Claudio Rabello                                          | Maruschka                   | 2:38    |  |
| 6.             | "Vai de Madureira" (Zeca Baleiro)               | Zeca Baleiro                                                     | Olavo e Marieta, tema geral | 3:35    |  |
| 7.             | "Te Amo" (Vanessa da Mata)                      | Vanessa da Mata                                                  | Tema geral                  | 3:37    |  |
| 8.             | "Swing Menina" (Ana e Mú)                       | Mú Carvalho e Moraes Moreira                                     | Brigitte e Agenor           | 3:35    |  |
| 9.             | "Mamão com Mel" (Thiaguinho)                    | Thiaguinho                                                       | Camila                      | 3:31    |  |
| 10.            | "Meu Nome é Favela" (Arlindo Cruz)              | Rafael Delgado                                                   | Covil do Bagre              | 3:48    |  |
| 11.            | "Maior Que Eu" (Michael Sullivan)               | Michael Sullivan                                                 | Alberto e Sarita            | 4:30    |  |
| 12.            | "Quero Toda Noite" (Fiuk e Jorge Ben Jor)       | Jorge Ben Jor, Umberto Tavares, Wagner Vianna e Jefferson Junior | Raíssa e Sebastião          | 3:07    |  |
| 13.            | "Garota de Ipanema" (Daniel Jobim e Xuxa)       | Tom Jobim e Vinícius de Moraes                                   | Abertura                    | 4:16    |  |
| 14.            | "Amor Perfeito" (Raoni Carneiro (Banda Trupe))  | Michael Sullivan, Paulo Massadas, Lincoln Olivetti, Róbson Jorge | Agenor e Belezinha          | 3:59    |  |
| 15.            | "Fado dos Barcos" (Cuca Roseta e Pierre Aderne) | Mu Carvalho e Pierre Aderne                                      | Sonho D’Aveiro              | 4:35    |  |
| 16.            | "Com Você do Meu Lado" (Vinicius Loyola)        |                                                                  | Orlandinho                  | 3:41    |  |
| Duração total: | Duração total:                                  | Duração total:                                                   | Duração total:              | 60:51   |  |

e ainda
- "Meu Erro" - Luís Represas e Zélia Duncan (tema de Amália)

## Internacional
O disco com as músicas em inglês, italiano e castelhano foi lançado em abril de 2012. Na capa, aparece o logótipo de Aquele Beijo.
Na trilha sonora internacional, temos a cantora Donna Byrne abrindo o CD com a canção "Adore", tema da personagem Maruschka, seguido de "Antes de las seis", single da cantora colombiana Shakira. Também há o retorno da banda Roxette às trilhas sonoras de telenovelas da Rede Globo após onze anos, com "No One Makes it on Her Own". A última inclusão de uma música sua até então havia sido em Um Anjo Caiu do Céu, com "Milk And Toast And Honey".
Duas faixas da trilha internacional já estiveram em novelas anteriores: uma versão em português da música "Uno", intitulada Sonho Triste, já esteve na novela De Corpo e Alma, de 1992. A faixa La Forza Della Vita foi também tema de O Rei do Gado, de 1996. As duas tramas foram exibidas às 21:10h.
| Versão padrão  |                                |                                                                               |         |  |
| N.º            | Título                         | Compositor(es)                                                                | Duração |  |
| 1.             | "Adore"                        | B. Hatfield, W. Peterkin, B. Jordan                                           | 2:35    |  |
| 2.             | "Antes De Las Seis"            | Shakira, Lester Mendez                                                        | 2:53    |  |
| 3.             | "No One Makes It On Her Own"   | Per Gessle                                                                    | 3:41    |  |
| 4.             | "Uno"                          | Mariano Mores, E. S. Discepolo                                                | 4:44    |  |
| 5.             | "Be Lonely"                    | Mario Biondi, Kathleen Hagen                                                  | 3:32    |  |
| 6.             | "Time To Fly"                  | Alex Niceforo, Taylr Lindersmith                                              | 4:05    |  |
| 7.             | "Benvenuto"                    | Laura Pausini, Niccolo Agliardi, Paolo Carta                                  | 3:56    |  |
| 8.             | "Just In Love"                 | Daniels Lashawn, James Fauntleroy, Joseph Jonas, Robin Tadross, Dwayne Carter | 3:27    |  |
| 9.             | "La Forza Della Vita"          | Paolo Vallesi, Beppe Dati                                                     | 5:14    |  |
| 10.            | "I Say a Little Prayer"        | Hal David, Burt Bacharach                                                     | 3:58    |  |
| 11.            | "I Love You (Eu Te Amo)"       | Chico Buarque, Tom Jobim                                                      | 3:45    |  |
| 12.            | "I Don't Want to Miss a Thing" | Diane Warren                                                                  | 5:02    |  |
| Duração total: | Duração total:                 | Duração total:                                                                | 46:50   |  |

e ainda
- "El Rio De Janeiro" - Luciana Mello e Sergio Mendes (tema de locação: Comprare)